# Chương (họ 章)
Chương là một họ của người ở vùng Văn hóa Đông Á. Họ này có mặt ở Việt Nam, Trung Quốc (chữ Hán: 章, Bính âm: Zhang) và Triều Tiên (Hangul: 장, Romaja quốc ngữ: Jang). Tại Hàn Quốc họ này cũng tương đối hiếm vì tuy họ Jang (Hangul: 장) là khá phổ biến nhưng đa phần là những người mang họ Jang (Hanja: 張, tương ứng với họ Trương của người Việt Nam và Trung Quốc).
Tại Trung Quốc trong danh sách Bách gia tính họ Chương đứng thứ 40.

## Người Việt Nam họ Chương có danh tiếng
- Chương Thị Kiều, cầu thủ bóng đá nữ Việt Nam người Khmer.

## Người Trung Quốc họ Chương có danh tiếng
- Chương Hàm, đại tướng nhà Tần thời Tần Nhị Thế
- Chương Đôn, đại thần nhà Tống
- Chương Học Thành, sử gia thời nhà Thanh
- Chương Thấm Sinh, cựu Tư lệnh Quân khu Quảng Châu
- Chương Tử Di, diễn viên Trung Quốc
- Lục Tiểu Linh Đồng, tên thật là Chương Kim Lai, là một diễn viên người Trung Quốc
- Chương Nhược Nam nữ diễn viên Trung Quốc
- Chương Hạo, nam ca sĩ, thành viên nhóm nhạc ZEROBASEONE